# Xy
Xy is een beeld van Martin Borchert en staat op het terrein van het Universitair Medisch Centrum Groningen (UMCG) in de stad Groningen en is eigendom van de Rijksuniversiteit Groningen (RUG). Het kunstwerk is gemaakt van verzinkt staal, dat daarna (nogmaals) gecoat is – waardoor er een soort bloemetjes in het zinkwerk zijn ontstaan – en vervolgens gelakt. Het werk van Martin Borchert is onderdeel van het kunstproject Kennisjaren 1994-2014. Het staat bij de hoek van de Antonius Deusinglaan en Oostersingel in een grasveld naast het gebouw van de Faculteit Medische Wetenschappen.

## Voorstelling
Het kunstwerk verbeeldt de verhouding tussen het menselijke X- en Y-chromosoom, en daarmee indirect ook het belangrijkste genetische verschil tussen vrouwen en mannen. Vrouwen hebben twee X-chromosomen, mannen hebben slechts één X-chromosoom en daarnaast het kleinere Y-chromosoom.